# Seznam hokejistů draftovaných týmem Minnesota North Stars
Toto je kompletní seznam hokejistů, kteří byli draftováni v NHL do týmu Minnesota North Stars. To zahrnuje každého hráče, který byl draftován, bez ohledu na to, zda hrál za tým.

## Draft 1. kola

### Historie prvního kola
| † | Hráč který byl vybrán do hokejové síně slávy | Hráč který byl vybrán do hokejové síně slávy | Hráč který byl vybrán do hokejové síně slávy |
| * | Draftován z 1. místa                         | Draftován z 1. místa                         | Draftován z 1. místa                         |
| ≠ | Hráč který neodehrál žádný zápas v NHL       | Hráč který neodehrál žádný zápas v NHL       | Hráč který neodehrál žádný zápas v NHL       |

| Rok  | Místo | Hráč              | Pozice       | Stát   | Předchozí tým (liga)              |
| ---- | ----- | ----------------- | ------------ | ------ | --------------------------------- |
| 1967 | 4     | Wayne Cheesman≠   | Levé křídlo  | Kanada | Whitby Jr. B                      |
| 1968 | 5     | Jim Benzelock≠    | Pravé křídlo | Kanada | Winnipeg Jets (WCHL)              |
| 1969 | 5     | Dick Redmond      | Obránce      | Kanada | St. Catharines Black Hawks (OHA)  |
| 1970 | Nikdo | Nikdo             | Nikdo        | Nikdo  | Nikdo                             |
| 1971 | Nikdo | Nikdo             | Nikdo        | Nikdo  | Nikdo                             |
| 1972 | 12    | Jerry Byers       | Levé křídlo  | Kanada | Kitchener Rangers (OHA)           |
| 1973 | Nikdo | Nikdo             | Nikdo        | Nikdo  | Nikdo                             |
| 1974 | 6     | Doug Hicks        | Obránce      | Kanada | Flin Flon Bombers (WCHL)          |
| 1975 | 4     | Bryan Maxwell     | Obránce      | Kanada | Medicine Hat Tigers (WCHL)        |
| 1976 | 3     | Glen Sharpley     | Centr        | Kanada | Hull Festivals (QMJHL)            |
| 1977 | 7     | Brad Maxwell      | Obránce      | Kanada | New Westminster Bruins (WCHL)     |
| 1978 | 1*    | Bobby Smith       | Centr        | Kanada | Ottawa 67's (OHA)                 |
| 1979 | 6     | Craig Hartsburg   | Obránce      | Kanada | Sault Ste. Marie Greyhounds (OHA) |
| 1979 | 11    | Tom McCarthy      | Utočník      | Kanada | Oshawa Generals (OHA)             |
| 1981 | 13    | Ron Meighan       | Obránce      | Kanada | Niagara Falls Flyers (OHL)        |
| 1982 | 2     | Brian Bellows     | Pravé křídlo | Kanada | Kitchener Rangers (OHL)           |
| 1983 | 1*    | Brian Lawton      | Levé křídlo  | USA    | Mount St. Charles H.S. (R.I.)     |
| 1984 | 13    | David Quinn≠      | Obránce      | USA    | Kent H.S. (Conn.)                 |
| 1985 | Nikdo | Nikdo             | Nikdo        | Nikdo  | Nikdo                             |
| 1986 | 12    | Warren Babe       | Levé křídlo  | Kanada | Lethbridge Broncos (WHL)          |
| 1987 | 6     | Dave Archibald    | Pravé křídlo | Kanada | Portland Winter Hawks (WHL)       |
| 1988 | 1     | Mike Modano*      | Centr        | USA    | Prince Albert Raiders (WHL)       |
| 1989 | 7     | Doug Zmolek       | Obránce      | USA    | Rochester Marshall H.S. (Minn.)   |
| 1990 | 8     | Derian Hatcher    | Obránce      | USA    | North Bay Centennials (OHL)       |
| 1991 | 8     | Richard Matvichuk | Obránce      | Kanada | Saskatoon Blades (WHL)            |
| 1992 | Nikdo | Nikdo             | Nikdo        | Nikdo  | Nikdo                             |

### Celkový výběr
|  | Hráči kteří hráli nejméně jeden zápas v NHL |
|  | Hráči kteří si zahráli v NHL All-Star Game  |

| Rok  | Kolo | Místo | Hráč                    | Pozice              |
| ---- | ---- | ----- | ----------------------- | ------------------- |
| 1967 | 1    | 4     | Wayne Cheesman          | Levé křídlo         |
| 1967 | 2    | 13    | Larry Mick              | Pravé křídlo        |
| 1968 | 1    | 5     | Jim Benzelock           | Pravé křídlo        |
| 1968 | 2    | 15    | Marc Rioux              | Centr               |
| 1968 | 3    | 22    | Glen Lindsay            | Brankář             |
| 1969 | 1    | 5     | Dick Redmond            | Obránce             |
| 1969 | 2    | 14    | Dennis O'Brien          | Obránce             |
| 1969 | 3    | 25    | Gilles Gilbert          | Brankář             |
| 1969 | 4    | 37    | Fred O'Donnell          | Levé křídlo         |
| 1969 | 5    | 49    | Pierre Jutras           | Levé křídlo         |
| 1969 | 6    | 61    | Rob Walton              | Centr               |
| 1969 | 7    | 72    | Rick Thompson           | Obránce             |
| 1969 | 8    | 78    | Cal Russell             | Pravé křídlo        |
| 1970 | 2    | 17    | Fred "Buster" Harvey    | Pravé křídlo        |
| 1970 | 2    | 20    | Fred Barrett            | Obránce             |
| 1970 | 3    | 34    | Dennis Patterson        | Obránce             |
| 1970 | 4    | 48    | Dave Cressman           | Levé křídlo         |
| 1970 | 5    | 62    | Hank Lehvonen           | Obránce             |
| 1970 | 6    | 76    | Murray McNeil           | Levé a pravé křídlo |
| 1970 | 7    | 89    | Gary Geldart            | Obránce             |
| 1970 | 8    | 101   | Mickey Donaldson        | Levé křídlo         |
| 1971 | 2    | 21    | Rod Norrish             | Levé křídlo         |
| 1971 | 3    | 35    | Ron Wilson              | Obránce             |
| 1971 | 4    | 49    | Mike Legge              | Obránce             |
| 1971 | 5    | 63    | Brian McBratney         | Obránce             |
| 1971 | 6    | 77    | Alan Globensky          | Obránce             |
| 1971 | 7    | 91    | Bruce Abbey             | Obránce             |
| 1971 | 8    | 105   | Russ Friesen            | Centr               |
| 1971 | 9    | 113   | Mike Antonovich         | Centr               |
| 1971 | 10   | 117   | Rich Coutu              | Brankář             |
| 1972 | 1    | 12    | Jerry Byers             | Levé křídlo         |
| 1972 | 3    | 44    | Terry Ryan              | Centr               |
| 1972 | 4    | 60    | Tom Thomson (hokejista) | Obránce             |
| 1972 | 5    | 76    | Chris Ahrens            | Obránce             |
| 1972 | 6    | 92    | Steve West              | Centr               |
| 1972 | 7    | 108   | Chris Meloff            | Obránce             |
| 1972 | 8    | 116   | Scott MacPhail          | Pravé křídlo        |
| 1972 | 8    | 124   | Bob Lundeen             | Pravé křídlo        |
| 1972 | 9    | 140   | Glen Mikkelson          | Pravé křídlo        |
| 1972 | 10   | 145   | Steve Lyon              | Pravé křídlo        |
| 1972 | 10   | 147   | Juri Kudrasovs          | Centr               |
| 1972 | 10   | 148   | Marcel Comeau           | Centr               |
| 1973 | 2    | 18    | Blake Dunlop            | Centr               |
| 1973 | 2    | 25    | John Rogers             | Pravé křídlo        |
| 1973 | 3    | 41    | Rick Chinnick           | Pravé křídlo        |
| 1973 | 4    | 57    | Tom Colley              | Centr               |
| 1973 | 5    | 73    | Lowell Ostlund          | Obránce             |
| 1973 | 6    | 89    | David Lee               | Levé křídlo         |
| 1973 | 7    | 105   | Lou Nistico             | Levé křídlo         |
| 1973 | 8    | 121   | George Beveridge        | Obránce             |
| 1973 | 9    | 136   | Jim Johnston            | Centr               |
| 1973 | 10   | 152   | Sam Clegg               | Brankář             |
| 1973 | 11   | 161   | Russ Wiechnik           | Centr               |
| 1973 | 11   | 163   | Max Hansen              | Levé křídlo         |
| 1974 | 1    | 6     | Doug Hicks              | Obránce             |
| 1974 | 2    | 24    | Rich Nantais            | Levé křídlo         |
| 1974 | 3    | 42    | Pete LoPresti           | Brankář             |
| 1974 | 4    | 60    | Kim MacDougall          | Obránce             |
| 1974 | 5    | 78    | Ron Ashton              | Levé křídlo         |
| 1974 | 6    | 96    | John Sheridan           | Centr               |
| 1974 | 7    | 114   | Dave Heitz              | Brankář             |
| 1974 | 8    | 131   | Roland Eriksson         | Centr               |
| 1974 | 9    | 148   | Dave Staffen            | Centr               |
| 1974 | 10   | 164   | Brian Andersen          | Obránce             |
| 1974 | 11   | 179   | Duane Bray              | Obránce             |
| 1974 | 12   | 193   | Don Hay                 | Pravé křídlo        |
| 1974 | 13   | 205   | Brian Holderness        | Brankář             |
| 1974 | 14   | 215   | Frank Taylor            | Obránce             |
| 1974 | 15   | 222   | Jeff Hymanson           | Obránce             |
| 1975 | 1    | 4     | Bryan Maxwell           | Obránce             |
| 1975 | 3    | 40    | Paul Harrison           | Brankář             |
| 1975 | 3    | 41    | Alex Pirus              | Centr               |
| 1975 | 4    | 58    | Steve Jensen            | Levé křídlo         |
| 1975 | 5    | 76    | Dave Norris             | Levé křídlo         |
| 1975 | 6    | 94    | Greg Clause             | Pravé křídlo        |
| 1975 | 7    | 112   | Francois Robert         | Obránce             |
| 1975 | 8    | 130   | Dean Magee              | Centr               |
| 1975 | 9    | 147   | Terry Angel             | Pravé křídlo        |
| 1975 | 10   | 163   | Michel Blais            | Obránce             |
| 1975 | 11   | 177   | Earl Sargent            | Pravé křídlo        |
| 1975 | 12   | 190   | Gilles Cloutier         | Brankář             |
| 1976 | 1    | 3     | Glen Sharpley           | Centr               |
| 1976 | 2    | 31    | Jim Roberts             | Levé křídlo         |
| 1976 | 3    | 39    | Don Jackson             | Obránce             |
| 1976 | 3    | 51    | Ron Zanussi             | Pravé křídlo        |
| 1976 | 4    | 57    | Mike Fedorko            | Obránce             |
| 1976 | 5    | 75    | Phil Verchota           | Levé křídlo         |
| 1976 | 6    | 93    | Dave Delich             | Centr               |
| 1976 | 7    | 110   | Jeff Barr               | Obránce             |
| 1977 | 1    | 7     | Brad Maxwell            | Obránce             |
| 1977 | 2    | 25    | Dave Semenko            | Levé křídlo         |
| 1977 | 4    | 61    | Kevin McCloskey         | Obránce             |
| 1977 | 5    | 79    | Bob Parent              | Obránce             |
| 1977 | 6    | 97    | Jamie Gallimore         | Pravé křídlo        |
| 1977 | 7    | 115   | Jean-Pierre Sanvido     | Pravé křídlo        |
| 1977 | 8    | 130   | Greg Tebbutt            | Obránce             |
| 1977 | 9    | 145   | Keith Hanson            | Obránce             |
| 1978 | 1    | 1     | Bobby Smith             | Centr               |
| 1978 | 2    | 19    | Steve Payne             | Levé křídlo         |
| 1978 | 2    | 24    | Steve Christoff         | Centr               |
| 1978 | 4    | 54    | Curt Giles              | Obránce             |
| 1978 | 5    | 70    | Roy Kerling             | Centr               |
| 1978 | 6    | 87    | Bob Bergloff            | Obránce             |
| 1978 | 7    | 104   | Kim Spencer             | Obránce             |
| 1978 | 8    | 121   | Mike Cotter             | Obránce             |
| 1978 | 9    | 138   | Brent Gogol             | Pravé křídlo        |
| 1978 | 10   | 155   | Mike Seide              | Levé křídlo         |
| 1979 | 1    | 6     | Craig Hartsburg         | Obránce             |
| 1979 | 1    | 10    | Tom McCarthy            | Levé křídlo         |
| 1979 | 3    | 42    | Neal Broten             | Centr               |
| 1979 | 3    | 63    | Kevin Maxwell           | Centr               |
| 1979 | 5    | 90    | Jim Dobson              | Pravé křídlo        |
| 1979 | 6    | 111   | Jeff St. Cyr            | Obránce             |
| 1980 | 1    | 16    | Brad Palmer             | Levé křídlo         |
| 1980 | 2    | 37    | Don Beaupre             | Brankář             |
| 1980 | 3    | 53    | Randy Velischek         | Obránce             |
| 1980 | 4    | 79    | Mark Huglen             | Obránce             |
| 1980 | 5    | 100   | David Jensen            | Obránce             |
| 1980 | 6    | 121   | Dan Zavarise            | Obránce             |
| 1980 | 7    | 142   | Bill Stewart            | Pravé křídlo        |
| 1980 | 8    | 163   | Jeff Walters            | Pravé křídlo        |
| 1980 | 9    | 184   | Bob Lakso               | Levé křídlo         |
| 1980 | 10   | 205   | Dave Richter            | Obránce             |
| 1981 | 1    | 13    | Ron Meighan             | Obránce             |
| 1981 | 2    | 27    | Dave Donnelly           | Centr               |
| 1981 | 2    | 31    | Mike Sands              | Brankář             |
| 1981 | 2    | 33    | Tom Hirsch              | Obránce             |
| 1981 | 2    | 34    | Dave Preuss             | Pravé křídlo        |
| 1981 | 2    | 41    | Jali Wahlsten           | Centr               |
| 1981 | 4    | 69    | Terry Tait              | Levé křídlo         |
| 1981 | 4    | 76    | Jim Malwitz             | Centr               |
| 1981 | 5    | 97    | Kelly Hubbard           | Obránce             |
| 1981 | 6    | 118   | Paul Guay               | Pravé křídlo        |
| 1981 | 7    | 139   | Jim Archibald           | Pravé křídlo        |
| 1981 | 8    | 160   | Kari Kanervo            | Centr               |
| 1981 | 9    | 181   | Scott Bjugstad          | Centr               |
| 1981 | 10   | 202   | Steve Kudebeh           | Brankář             |
| 1982 | 1    | 2     | Brian Bellows           | Pravé křídlo        |
| 1982 | 3    | 59    | Wally Chapman           | Centr               |
| 1982 | 4    | 80    | Bob Rouse               | Obránce             |
| 1982 | 4    | 81    | Dušan Pašek             | Centr               |
| 1982 | 5    | 101   | Marty Wiitala           | Centr               |
| 1982 | 6    | 122   | Todd Carlile            | Obránce             |
| 1982 | 7    | 143   | Viktor Žlutkov          | Levé křídlo         |
| 1982 | 8    | 164   | Paul Miller             | Obránce             |
| 1982 | 9    | 185   | Pat Micheletti          | Obránce             |
| 1982 | 10   | 206   | Arnold Kadlec           | Obránce             |
| 1982 | 11   | 227   | Scott Knutson           | Levé křídlo         |
| 1983 | 1    | 1     | Brian Lawton            | Levé křídlo         |
| 1983 | 2    | 36    | Malcolm Parks           | Centr               |
| 1983 | 2    | 38    | František Musil         | Obránce             |
| 1983 | 3    | 56    | Mitch Messier           | Pravé křídlo        |
| 1983 | 4    | 76    | Brian Durand            | Centr               |
| 1983 | 5    | 96    | Rich Geist              | Centr               |
| 1983 | 6    | 116   | Tom McComb              | Obránce             |
| 1983 | 7    | 136   | Sean Toomey             | Centr               |
| 1983 | 8    | 156   | Don Biggs               | Centr               |
| 1983 | 9    | 176   | Paul Pulis              | Pravé křídlo        |
| 1983 | 10   | 196   | Miloš Říha              | Levé křídlo         |
| 1983 | 11   | 212   | Oldřich Válek           | Pravé křídlo        |
| 1983 | 12   | 236   | Paul Roff               | Pravé křídlo        |
| 1984 | 1    | 13    | David Quinn             | Obránce             |
| 1984 | 3    | 46    | Ken Hodge               | Centr               |
| 1984 | 4    | 76    | Miroslav Maly           | Obránce             |
| 1984 | 5    | 89    | Jiří Poner              | Pravé křídlo        |
| 1984 | 5    | 97    | Kari Takko              | Brankář             |
| 1984 | 6    | 118   | Gary McColgan           | Levé křídlo         |
| 1984 | 7    | 139   | Vladimír Kýhos          | Levé křídlo         |
| 1984 | 8    | 156   | Darin McInnis           | Brankář             |
| 1984 | 9    | 181   | Duane Wahlin            | Pravé křídlo        |
| 1984 | 10   | 201   | Mike Orn                | Centr               |
| 1984 | 11   | 222   | Tom Terwilliger         | Obránce             |
| 1984 | 12   | 242   | Mike Nightengale        | Obránce             |
| 1985 | 3    | 51    | Stephane Roy            | Centr               |
| 1985 | 4    | 69    | Mike Berger             | Obránce             |
| 1985 | 5    | 90    | Dwight Mullins          | Pravé křídlo        |
| 1985 | 6    | 111   | Mike Mullowney          | ?                   |
| 1985 | 7    | 132   | Mike Kelfer             | Centr               |
| 1985 | 8    | 153   | Ross Johnson            | Levé křídlo         |
| 1985 | 9    | 174   | Tim Helmer              | Pravé křídlo        |
| 1985 | 10   | 195   | Gordie Ernst            | ?                   |
| 1985 | 11   | 216   | Ladislav Lubina         | Levé křídlo         |
| 1985 | 12   | 237   | Tommy Sjodin            | Obránce             |
| 1986 | 1    | 12    | Warren Babe             | Levé křídlo         |
| 1986 | 2    | 30    | Neil Wilkinson          | Obránce             |
| 1986 | 2    | 33    | Dean Kolstad            | Obránce             |
| 1986 | 3    | 54    | Rick Bennett            | Levé křídlo         |
| 1986 | 3    | 55    | Rob Zettler             | Obránce             |
| 1986 | 3    | 58    | Brad Turner             | Obránce             |
| 1986 | 4    | 75    | Kirk Tomlinson          | Levé křídlo         |
| 1986 | 5    | 96    | Jari Gronstrand         | Obránce             |
| 1986 | 8    | 159   | Scott Mathias           | ?                   |
| 1986 | 9    | 180   | Lance Pitlick           | Obránce             |
| 1986 | 10   | 201   | Dan Keczmer             | Obránce             |
| 1986 | 11   | 222   | Garth Joy               | Obránce             |
| 1986 | 12   | 243   | Kurt Stahura            | ?                   |
| 1987 | 1    | 6     | Dave Archibald          | Pravé křídlo        |
| 1987 | 2    | 35    | Scott McCrady           | Obránce             |
| 1987 | 3    | 48    | Kevin Kaminski          | Centr               |
| 1987 | 4    | 73    | John Weisbrod           | Centr               |
| 1987 | 5    | 88    | Teppo Kivela            | Útočník             |
| 1987 | 6    | 109   | Darcy Norton            | Levé křídlo         |
| 1987 | 7    | 130   | Timo Kulonen            | Obránce             |
| 1987 | 8    | 151   | Don Schmidt             | Obránce             |
| 1987 | 9    | 172   | Jarmo Myllys            | Brankář             |
| 1987 | 10   | 193   | Larry Olimb             | Centr               |
| 1987 | 11   | 214   | Marc Felicio            | Brankář             |
| 1987 | 12   | 235   | Dave Shields            | ?                   |
| 1988 | 1    | 1     | Mike Modano             | Centr               |
| 1988 | 2    | 40    | Link Gaetz              | Obránce             |
| 1988 | 3    | 43    | Shaun Kane              | Obránce             |
| 1988 | 4    | 64    | Jeff Stolp              | Brankář             |
| 1988 | 8    | 148   | Ken MacArthur           | Obránce             |
| 1988 | 9    | 169   | Travis Richards         | Obránce             |
| 1988 | 10   | 190   | Ari Matilainen          | ?                   |
| 1988 | 11   | 211   | Grant Bischoff          | Útočník             |
| 1988 | 12   | 232   | Trent Andison           | ?                   |
| 1989 | 1    | 7     | Doug Zmolek             | Obránce             |
| 1989 | 2    | 28    | Mike Craig              | Pravé křídlo        |
| 1989 | 3    | 60    | Murray Garbutt          | Centr               |
| 1989 | 4    | 75    | J.F. Quintin            | Levé křídlo         |
| 1989 | 5    | 87    | Pat MacLeod             | Obránce             |
| 1989 | 5    | 91    | Bryan Schoen            | Brankář             |
| 1989 | 5    | 97    | Rhys Hollyman           | Obránce             |
| 1989 | 6    | 112   | Scott Cashman           | Brankář             |
| 1989 | 8    | 154   | Jon Pratt               | Levé křídlo         |
| 1989 | 9    | 175   | Ken Blum                | Levé křídlo         |
| 1989 | 10   | 196   | Artūrs Irbe             | Brankář             |
| 1989 | 11   | 217   | Tom Pederson            | Obránce             |
| 1989 | 12   | 238   | Helmut Balderis         | Pravé křídlo        |
| 1990 | 1    | 8     | Derian Hatcher          | Obránce             |
| 1990 | 3    | 50    | Laurie Billeck          | Obránce             |
| 1990 | 4    | 70    | Cal McGowan             | Centr               |
| 1990 | 4    | 71    | Frank Kovacs            | Levé křídlo         |
| 1990 | 5    | 92    | Enrico Ciccone          | Obránce             |
| 1990 | 6    | 113   | Roman Turek             | Brankář             |
| 1990 | 7    | 134   | Jeff Levy               | Brankář             |
| 1990 | 8    | 155   | Doug Barrault           | Pravé křídlo        |
| 1990 | 9    | 176   | Joe Biondi              | Centr               |
| 1990 | 10   | 197   | Troy Binnie             | Levé křídlo         |
| 1990 | 11   | 218   | Ole Dahlstrom           | Centr               |
| 1990 | 12   | 239   | J.P. McKersie           | Brankář             |
| 1991 | 1    | 8     | Richard Matvichuk       | Obránce             |
| 1991 | 4    | 74    | Mike Torchia            | Brankář             |
| 1991 | 5    | 97    | Mike Kennedy            | Centr               |
| 1991 | 6    | 118   | Mark Lawrence           | Pravé křídlo        |
| 1991 | 7    | 137   | Geoff Finch             | Brankář             |
| 1991 | 8    | 174   | Michael Burkett         | Levé křídlo         |
| 1991 | 9    | 184   | Derek Herlofsky         | Brankář             |
| 1991 | 10   | 206   | Tom Nemeth              | Obránce             |
| 1991 | 11   | 228   | Shayne Green            | Centr               |
| 1991 | 12   | 250   | Jukka Suomalainen       | Obránce             |
| 1992 | 2    | 34    | Jarkko Varvio           | Pravé křídlo        |
| 1992 | 3    | 58    | Jeff Bes                | Centr               |
| 1992 | 4    | 88    | Jere Lehtinen           | Pravé křídlo        |
| 1992 | 6    | 130   | Mike Johnson            | Obránce             |
| 1992 | 7    | 154   | Kyle Peterson           | Levé křídlo         |
| 1992 | 8    | 178   | Juha Lind               | Levé křídlo         |
| 1992 | 9    | 202   | Lars Edstrom            | Levé křídlo         |
| 1992 | 10   | 226   | Jeff Romfo              | Pravé křídlo        |
| 1992 | 11   | 250   | Jeff Moen               | Brankář             |

## Souvislé články
- Seznam hokejistů draftovaných týmem Dallas Stars